# Nyctiophylax celta
Nyctiophylax celta är en nattsländeart som beskrevs av Donald G. Denning 1948. Nyctiophylax celta ingår i släktet Nyctiophylax och familjen fångstnätnattsländor. Inga underarter finns listade i Catalogue of Life.